# Contea di Mecklenburg (Virginia)
La contea di Mecklenburg (in inglese Mecklenburg County) è una contea dello Stato della Virginia, negli Stati Uniti. La popolazione al censimento del 2000 era di 32 380 abitanti. Il capoluogo di contea è Boydton. Venne creata nel 1765, separandola dalla Contea di Lunenburg.
La contea prende il nome da Carlotta di Meclemburgo-Strelitz moglie del re Giorgio III del Regno Unito.